# Терлиця (знаряддя)

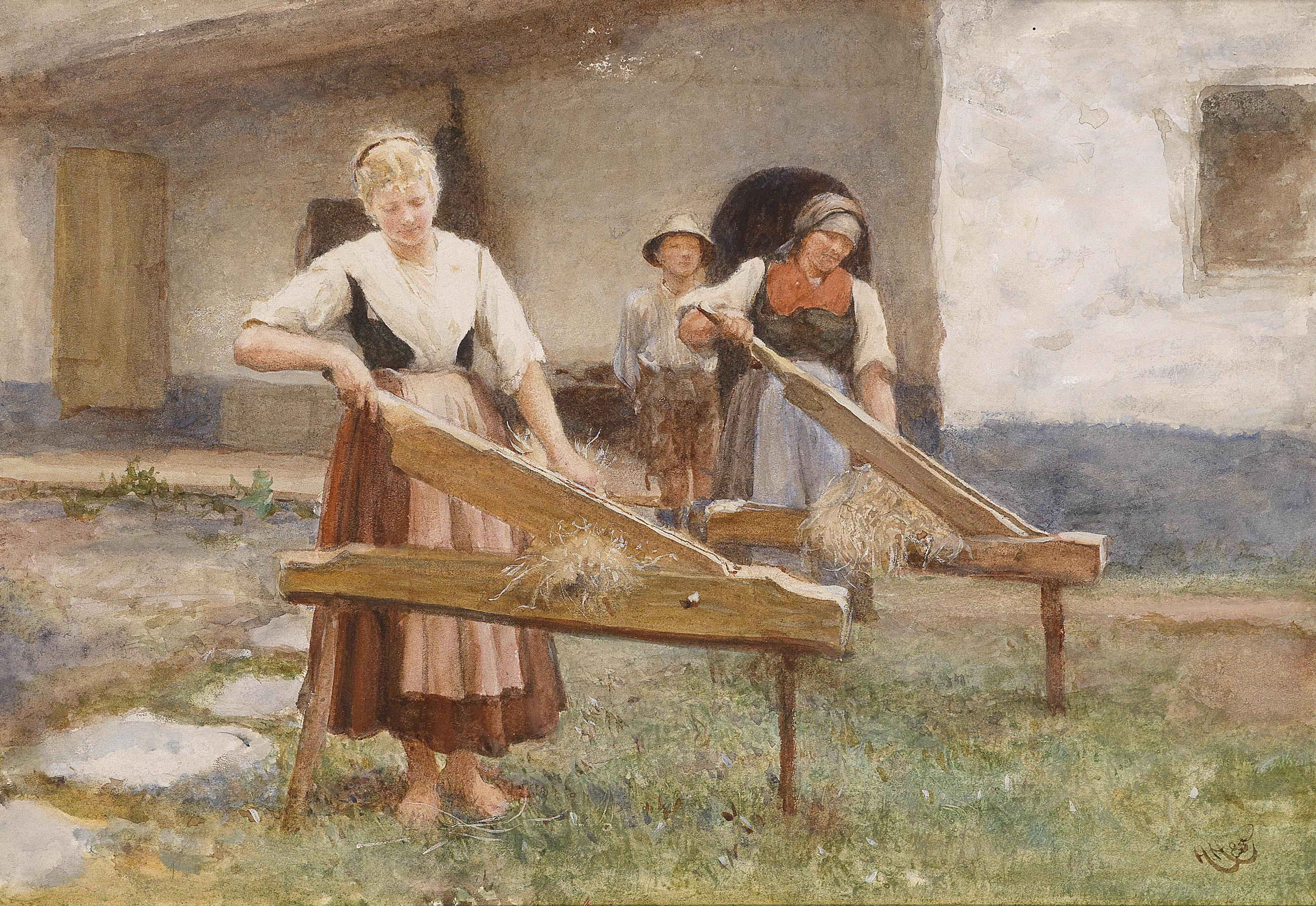
Жінки з терлицями на акварелі Губерта фон Геркомера, 1885

Те́рлиця або те́рниця — ручне знаряддя, призначене для м'яття льону або конопель.

## Назва

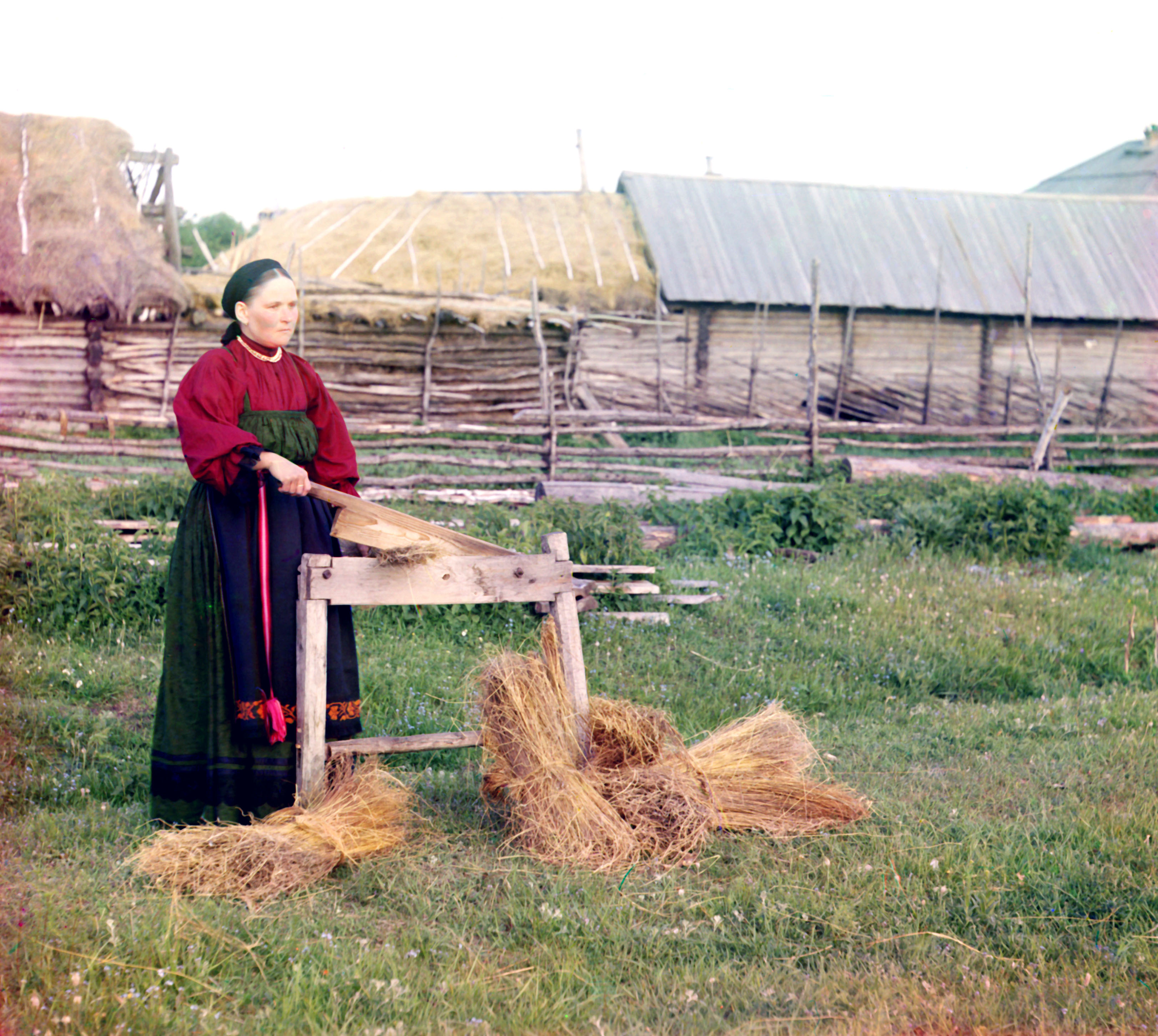
Селянка Пермської губернії з терлицею. Фото С. М. Прокудіна-Горського, 1910

Слово «терниця» (варіант «терлиця» пізніший) пов'язане з дієсловом терти — оскільки тіпання льону і конопель також називали «тертям». Інші назви:
- бите́льня[6]
- бите́льниця[7]
- м'ялка[8]
- м'я́лиця[9]
- мядлиця[10]
- гваджениця[11]
- гладжениця[12].

Терлиця з широкою щілиною для мечика називалася битка.

## Опис
Складається терлиця з таких деталей: ніжок (що звалися «сохами»), прикріплених до двох поздовжніх паралельних дощок («ребер» або «стегон»). Між дошками залишається щілина («жоліб»), у якому поміщається рухома деталь терлиці — мечик. На одному кінці він має ручку («фіст»), другим він кріпиться між дощок за допомогою кілка («чопика»). На верхніх крайках дощок і нижній частині мечика могли бути трикутні зубці.

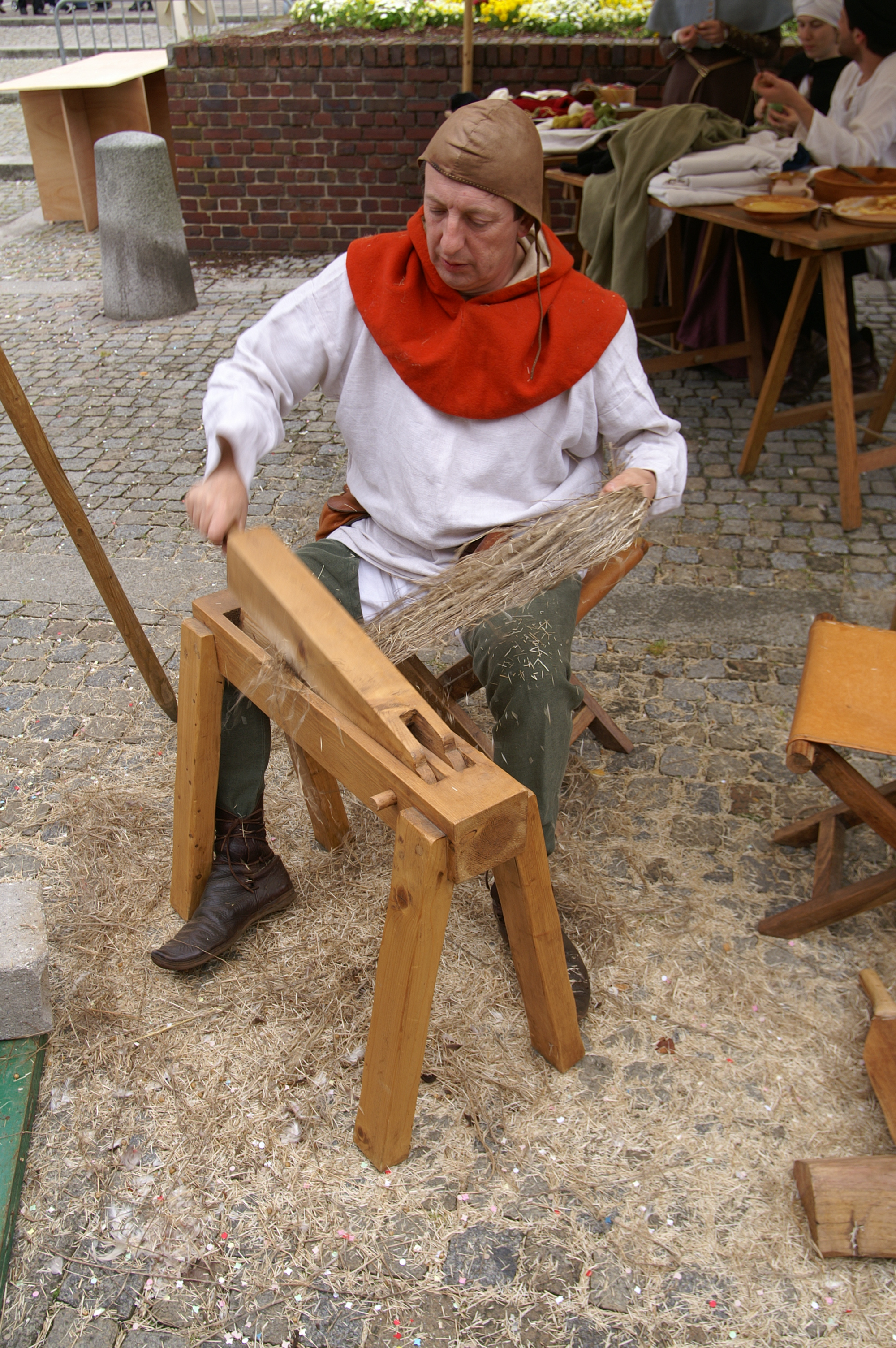
М'яття льону. Арфлер, 2011

Стебла льону чи конопель кладуть зверху терлиці поперек верхніх дощок, потім мнуть і ламають їх, з силою вдаряючи по них мечиком. Цей процес називається «м'яттям». Далі стебла звільняють від костриці — ця операція називається «тіпанням» або «тертям». Для остаточної обробки волокна розчісують на чесалках, приготовляючи кужіль.
Льон могли м'яти і без терлиці — за допомогою ціпа.

## У культурі
- «Суха, як терниця» — казали про сухоребру жінку
- Терлиця також символізує балакучість: «Чого принесло цю терлицю?»[18]
- За народним повір'ям, на мечиках терлиць відьми літали на Лису Гору. Звідси й вираз, що вживається щодо надто швидкого повертання: «Ти, мабуть, на мечику літав»[19].

### У літературі
- У «Тінях забутих предків» М. М. Коцюбинського згадується про «доїння» терниці відьмою: «Не один присягався, що бачив, як вона терницю доїть: заб'є у неї чотири кілки, неначе дійки, — і надоїть повну дійницю»[20].

### У геральдиці
Терлиця використовується у ряді європейських гербів як негеральдична фігура.

Бракель